# La Nouvelle Droite (Danemark)
Pour les articles homonymes, voir Nouvelle Droite (homonymie).
La Nouvelle Droite (en danois : Nye Borgerlige,,, « nouveau bourgeois » ou « nouveau civil ») est un parti politique danois de droite ou d'extrême droite fondé en 2015.

## Histoire
Le parti est fondé en 2015 par deux anciens membres du Parti populaire conservateur, Pernille Vermund et Peter Seier Christensen. Après la création du parti, plusieurs membres des conseils municipaux de plusieurs municipalités sont passés de leurs partis d'origine à la Nouvelle Droite. La plupart d'entre eux ont perdu leurs sièges lors de la première élection à laquelle ils ont participé, les élections locales danoises de 2017, où une seule personne du parti a été élue, au conseil municipal de Hillerød.
Le 21 septembre 2016, le parti annonce qu'il a recueilli les 20 109 signatures nécessaires pour se présenter aux prochaines élections législatives. C'est confirmé par le ministère des Affaires sociales le 6 octobre. Lors des élections de 2019 au Folketing, la Nouvelle Droite dépasse le seuil de 2 % et obtient 83 228 voix, soit 2,36 % des voix et quatre députés. Lors des élections de 2022, il obtient 129 534 voix, soit 3,67 % des voix, et six députés.
Lors de la réunion annuelle du parti en octobre 2023, Vermund est à nouveau officiellement élue présidente, mais le 10 janvier 2024, Vermund annonce à la surprise générale qu'elle a recommandé la dissolution du parti à l'exécutif national et qu'elle et son collègue Kim Edberg Andersen sont désormais sans affiliation politique au parlement. La raison invoquée est l'abondance de partis de droite au parlement. L'exécutif national approuve la motion et annonce qu'il a l'intention de présenter un nouveau plan de dissolution du parti le 27 janvier 2024. Le 16 janvier, le groupe parlementaire du parti est officiellement dissous, les trois députés l'ayant quitté. Parallèlement, de nombreux militants locaux du parti annoncent qu'ils ont l'intention de poursuivre l'existence du parti, certains d'entre eux désignant Martin Henriksen comme un nouveau dirigeant potentiel du parti. Le 17 janvier, Vermund a annoncé qu'elle avait rejoint l'Alliance libérale, dont le président Alex Vanopslagh avait déclaré en privé avant Noël qu'il l'accueillerait dans le parti de l'Alliance libérale, ce qui l'a amenée à quitter la Nouvelle Droite.
Le 17 avril, Martin Henriksen, un ancien député du Parti populaire danois qui avait rejoint le parti en 2023, est élu à sa tête. Le 4 avril 2025, Henriksen annonce qu'il quittera la vie politique à l'issue du congrès du parti. Lors de ce dernier, le 27 avril, Susanne Borggaard, conseillère municipale de Sorø, est élue comme nouvelle dirigeante du parti.

## Idéologie
La Nouvelle Droite critique les politiques d'immigration du parti populiste de droite, le Parti populaire danois (DF), qu'il juge « trop indulgentes ». La Nouvelle Droite veut que le Danemark se retire de la Convention des Nations Unies relative au statut des réfugiés et expulse tous les immigrants qui vivent en résidence temporaire ou qui ne sont pas en mesure de subvenir à leurs besoins. Seuls les étrangers directement attribués au Danemark par les agences des Nations unies pour les réfugiés devraient se voir accorder l'asile. La citoyenneté danoise devrait être limitée aux personnes qui « contribuent positivement » à la société. Jugeant que l’islam « s’oppose à la démocratie et aux libertés », la Nouvelle droite veut interdire totalement le port du voile islamique, abolir la législation antiraciste et interdite tout traitement spécifique, comme la nourriture hallal, dans les services publics.
La Nouvelle Droite poursuit des politiques économiques très libérales (contrairement au DF économiquement « social-démocrate »), appelant à des réductions d'impôts et à l'abolition de tous les impôts sur les sociétés. De plus, la Nouvelle Droite veut que le Danemark quitte l'Union européenne, qu'elle considère comme une « monstruosité de règles et de lois », menaçant « la prospérité, le progrès et la démocratie du Danemark », et veut que les lois en général soient moins nombreuses.
Les observateurs placent le parti plus à droite que le DF, dont les électeurs sont principalement visés par la Nouvelle Droite, selon un sondage Gallup.
Lors des élections législatives de 2019, le Parti du progrès a soutenu la Nouvelle Droite parce qu'il « a repris les anciens messages du Parti du progrès ».
La Nouvelle Droite ne se considère pas comme liée à une idéologie mais se définit en vertu de son point de vue conservateur comme un parti qui « prend comme point de départ ce qui est donné et veut développer la société sur la base de la connaissance et de l'expérience plutôt que de révolutionner sur la base de la foi et de l'idéologie ». Le parti est favorable à ce que le Danemark quitte l'Union européenne et combine, selon son programme, « une politique conservatrice classique basée sur les valeurs avec une politique économique restrictive et une résistance sans ambiguïté aux conventions et aux accords supranationaux limitant la démocratie danoise ». Avec cette combinaison, le parti se situe à droite de l'échiquier politique, tant sur le plan de la répartition que sur celui des valeurs.
Le parti a été décrit comme national-conservateur, national-libéral,, de droite populiste, et nationaliste. Nye Borgerlige est libertarien sur les questions économiques, et est contre l'immigration, et a également été qualifié d'anti-islam.
Les cinq grands principes du parti sont, :
- Une forte communauté culturelle de valeurs
- Moins d'État, plus d'humain
- Responsabilité commune pour les plus faibles de la société
- Une protection raisonnable des valeurs naturelles
- Liberté, démocratie et souveraineté nationale

## Dirigeants
- Pernille Vermund : 19 octobre 2015-7 février 2023
- Lars Boje Mathiesen : 7 février 2023-9 mars 2023
- Jesper Hammer : 9 mars 2023-28 octobre 2023 (intérim)
- Pernille Vermund : 28 octobre 2023-10 janvier 2024
- Jesper Hammer : 10 janvier 2024-16 avril 2024 (intérim)
- Martin Henriksen : 16 avril 2024-27 avril 2025
- Susanne Borggaard : depuis le 27 avril 2025

## Résultats électoraux

### Élections parlementaires
| Élection | Présidente       | Voix    | %    | Rang | Mandats | Gouvernement |
| -------- | ---------------- | ------- | ---- | ---- | ------- | ------------ |
| 2019     | Pernille Vermund | 83 201  | 2,36 | 9e   | 4 / 179 | Opposition   |
| 2022     | Pernille Vermund | 129 524 | 3,67 | 10e  | 6 / 179 | Opposition   |